# Helmut Winkelmann
Helmut Winkelmann (* 7. März 1941 in Neuss; † 19. August 2018) war ein deutscher Schauspieler und Synchronsprecher.

## Leben und Wirken
Nach dem Abitur absolvierte Winkelmann ein Studium der Germanistik und Theaterwissenschaft in Köln und ging anschließend an die Schauspielschule in Wien.
1977 hatte er seine erste Rolle im Fernsehfilm Westfälische Schelme. Er hatte Theaterengagements in Bern, Zürich, Frankfurt und Nürnberg sowie der Deutschen Oper in Düsseldorf und war 10 Jahre am Staatstheater in Darmstadt. Daneben arbeitete er für verschiedene Fernsehanstalten in der Schweiz, in Österreich und Deutschland. 1979 wirkte Winkelmann in der Fernsehserie Die Leute vom Domplatz als Spielmann Wenzel mit.
Außerdem machte er verschiedene Live-Moderationen, öffentliche Lesungen in Lyrik und war ab 1991 als freiberuflicher Sprecher tätig. Die Schwerpunkte waren dabei Fernsehdokumentationen, Synchronisationen, Rundfunkreportagen, Hörspiele und -bücher, außerdem verschiedene Live-Moderationen (ATP-Weltmeisterschaften und Messe-Events), öffentliche Lesungen im Lyrik und Wissenschaftsbereich sowie Sprache in Verbindung mit Musik, wie Jazz- und Lyrikveranstaltungen.
In der in den 1980er/90er Jahren von Tonstudio Braun produzierten Hörspielserie Geisterjäger John Sinclair sprach er lange Zeit den Titelhelden, sowie in vorherigen Folgen einige Male verschiedene Gegenspieler. Des Weiteren war er in der preisgekrönten ZDF-Dokumentation Löwendämmerung zu hören. Weitere Hörbücher sind Ziemlich komisch – Geschichten zum Lachen und Weinen, Weltmacht USA – Ein Nachruf sowie Mit Goethe auf Reisen, ferner Das Beste aus 2000 Jahren, Die heimlichen Spielregeln der Verhandlung, Die schönsten Märchen der Welt, Mythos Motivation, Simplify your life. In Folge 78 der Serie Gruselkabinett, Das Ding auf der Schwelle, sprach er die Hauptrolle Daniel Upton. In der Jubiläumsfolge 100 Das Ende der neuen Geisterjäger-John-Sinclair-Hörspiele von Lübbe Audio hatte Winkelmann 2015 einen Cameo-Auftritt als John Sinclair der Vergangenheit.

## Filmografie (Auswahl)
Filmrollen
- 1980: Die Leute vom Domplatz
- 1985: Ein Fall für zwei – Der Versager (TV-Serie)
- 1989: Ein Fall für zwei – Seitensprung (TV-Serie)
- 2001: Roadkaepchen – Ein Tag im Leben der Brüder Grimm in der Vergangenheit! (Sprecher)

Sprecher bei Dokumentarfilmen
- 1995: Universum – Die Schattenjäger – Aus dem Leben der giftigsten Skorpione der Welt (TV-Dokumentarserie)
- 2004: Titanen des Erdreichs
- 2008: Viktor Schauberger – Die Natur kapieren und kopieren
- 2009: Lügen auf dem Dach der Welt
- 2009: Die Machtergreifung – Der Machtkampf (TV-Dokumentarserie)

Sprecher bei Videospielen
- 1994: Die Höhlenwelt Saga – Der leuchtende Kristall
- 2001: Gothic I als Ian, Pacho, Aidan u. a.
- 2002: Gothic II als Bromor, Meldor, Brahim u. a.
- 2003: Gothic II – Die Nacht des Raben (Add-on) als Martin, Patrick, Esteban u. a.
- 2004: Half-Life 2
- 2004: Knights of Honor
- 2005: Sacred Underworld
- 2006: Warhammer: Mark of Chaos als Jadezauberer
- 2006: Stronghold Legends als Erzähler
- 2007: The Elder Scrolls IV: Oblivion – Shivering Isles (Add-On) als Dunkler Verführer
- 2008: Fallout 3 als Roboter Butler
- 2009: Anno 1404 als Giovanni di Mercante
- 2009: Risen als Cormac, Nelson, Alvaro, Pallas, Illumar
- 2009: Jak and Daxter: The Lost Frontier als Fürst Skyheed
- 2010: Die Siedler 7
- 2010: Heavy Rain als Captain Perry
- 2010: Fable III als Reaver
- 2010: God of War III als Zeus
- 2012: 007 Legends
- 2012: Diablo III
- 2012: Risen 2: Dark Waters als Sebastiano, Godin
- 2014: Risen 3: Titan Lords
- 2014: Final Fantasy XV als Jared Hester
- 2015: Bloodborne

## Hörbücher (Auswahl)
- 2002: Simplify Your Life
- 2003: Weltmacht USA – Ein Nachruf
- 2003: Mit Goethe auf Reisen
- 2005: Ziemlich komisch. Geschichten zum Lachen und Weinen
- 2005: Vom Schnee oder Descartes in Deutschland
- 2005: Eiskalter Mord
- 2006: Einstein für die Westentasche
- 2007: Auszeit – Inspirierende Geschichten für Vielbeschäftigte
- 2007: Glück ist keine Glückssache
- 2008: Zufrieden im Job
- 2009: Georg Büchner und seine Geschwister
- 2016: Vaiana
- 2017: Die Getriebenen. Merkel und die Flüchtlingspolitik
- 2018: Die Schulz-Story: Ein Jahr zwischen Höhenflug und Absturz